# Ouette d'Égypte
Alopochen aegyptiaca
Espèce
Synonymes
- Alopochen aegyptiacus (Linnaeus, 1766)[1]
- Alopochen aegyptius (Linnaeus, 1766)[1]
- Alopochen nilotica[1]
- Anas aegyptiacus Linnaeus, 1766[1]
- Chenalopex aegyptiaca (Linnaeus, 1766)[1]

Statut de conservation UICN

 LC  : Préoccupation mineure
Statut CITES
Statut CITES
L’Ouette d'Égypte (Alopochen aegyptiaca) est une espèce d'oiseaux de la famille des anatidés. C'est la seule espèce du genre Alopochen à ne pas être éteinte. Elle appartient à la sous-famille des Tadorninae qui comprend notamment les tadornes.
Dans l'Égypte antique, cet oiseau était considéré comme sacré.

## Description
L'Ouette d'Égypte mesure entre 63 et 73 cm, le plumage est globalement brun roussâtre, la tête est plus claire avec une tache marron près de l'œil.
Il n'y a pas de dimorphisme sexuel bien que le mâle soit légèrement plus grand que la femelle.
Il y a une grande variation dans la teinte du plumage, certains individus étant plus gris que bruns.

## Statut

### Espèce invasive
Depuis 2017, l'Ouette d'Égypte est inscrite dans la liste des espèces exotiques envahissantes préoccupantes pour l’Union européenne. Cela signifie notamment que cet oiseau ne peut pas être importé, élevé, commercialisé, ou libéré intentionnellement dans la nature, et ce nulle part dans l’Union européenne.
Cette espèce ne peut plus être détenue sauf dans le cas des animaux de compagnie acquis jusqu’à 1 an après leur ajout sur la liste européenne.
En France elle fait partie de la Listes des espèces exotiques envahissantes interdites par l'arrêté du 14 février 2018 relatif à la prévention de l'introduction et de la propagation des espèces animales exotiques envahissantes sur le territoire métropolitain. Le fait d'introduire volontairement dans le milieu naturel, de transporter, colporter, utiliser, mettre en vente, vendre ou acheter un spécimen d'une espèce animale ou végétale de cette liste est puni par la loi française de trois ans d'emprisonnement et de 150 000 € d'amende (article L 415-3 du code de l'environnement) L'interdiction de détenir ne porte pas sur les animaux de compagnie qui étaient régulièrement détenus avant le 2 août 2017, pour autant que les conditions décrites au I de l'article R. 411-39 du code de l'environnement soient remplies, et à condition que leur propriétaire se soit déclaré auprès de la préfecture du département du lieu de détention avant le 1er juillet 2019

## Aire de répartition

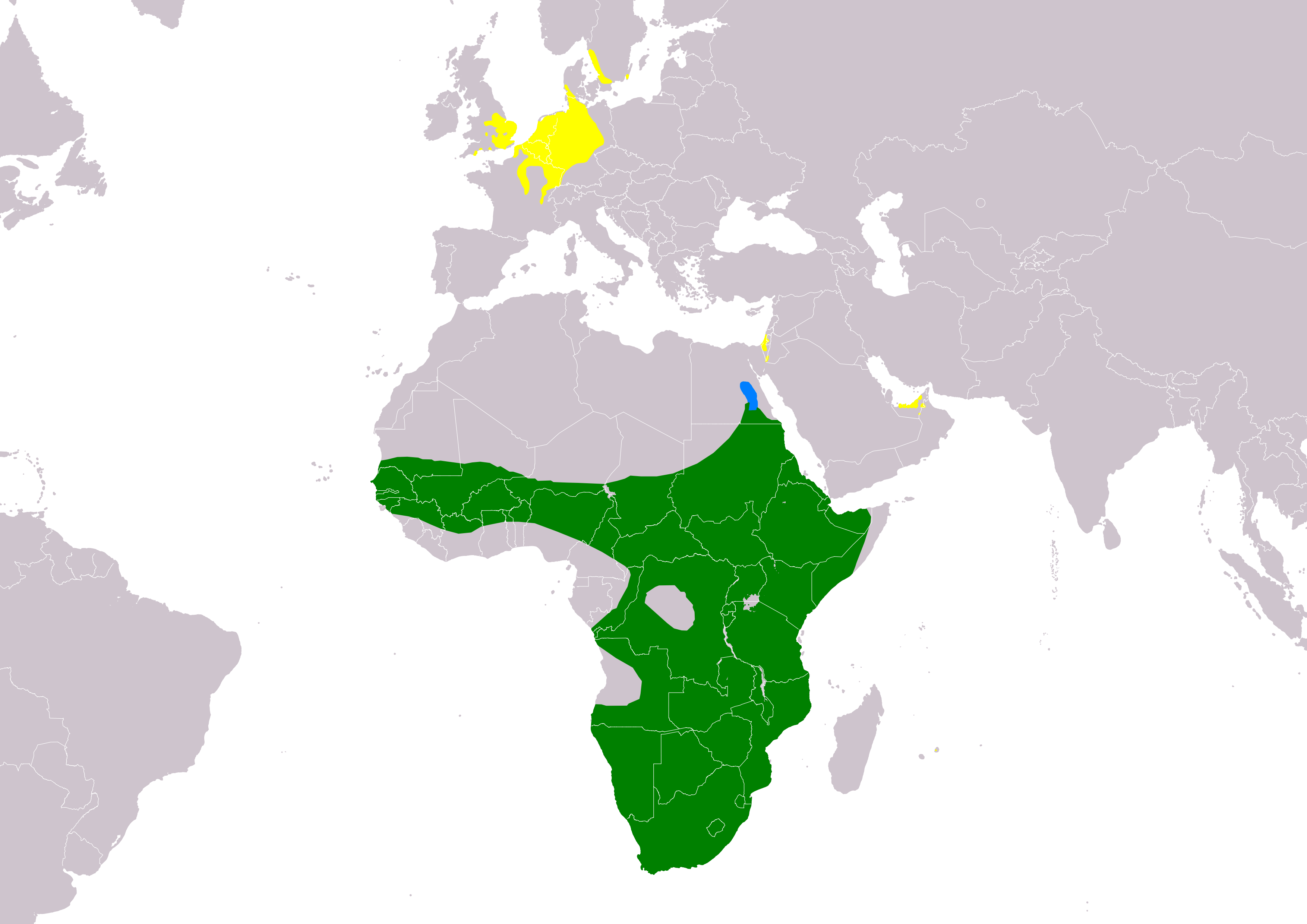
Aire de répartition de l'ouette d'Égypte:

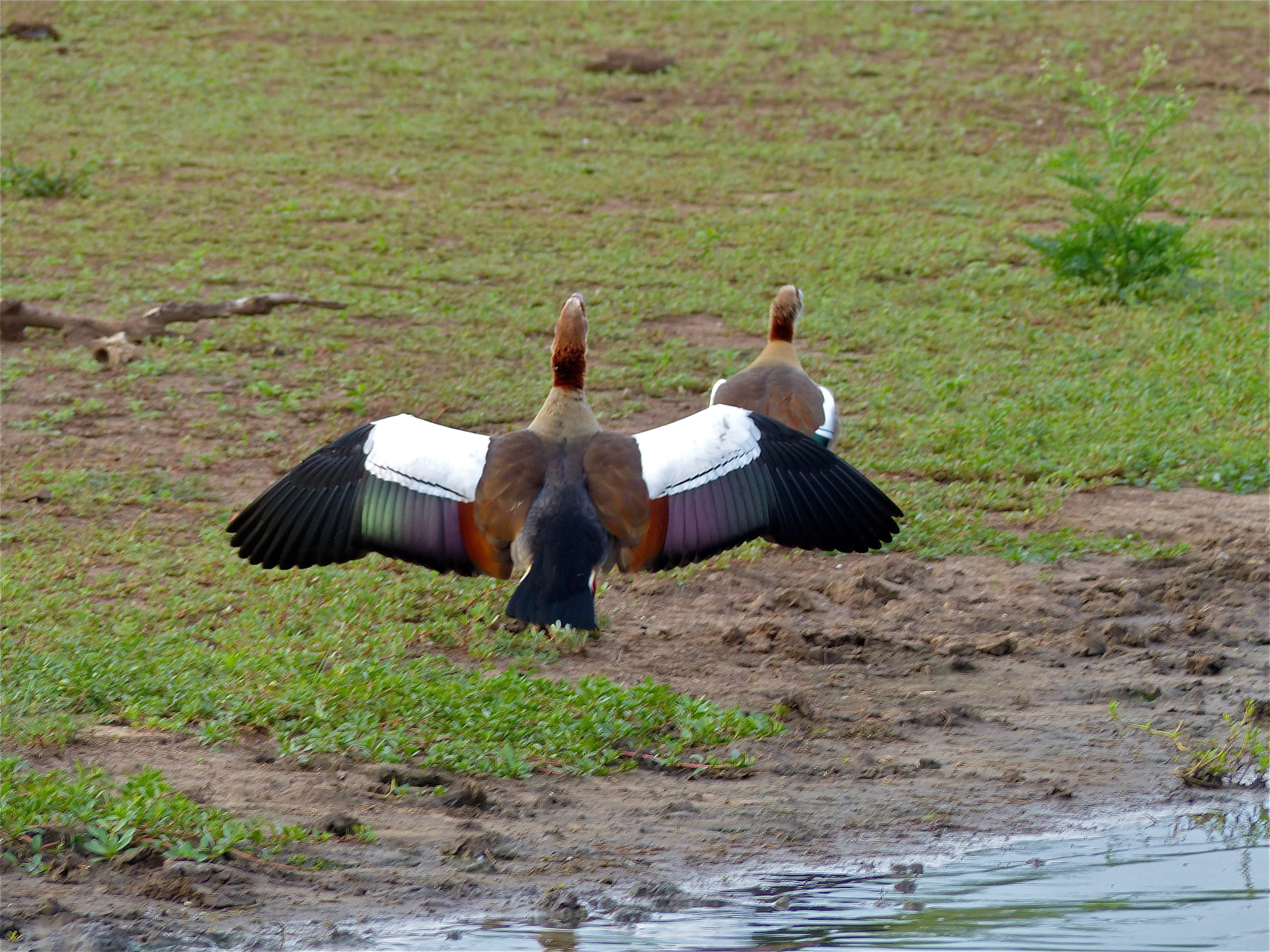
Ouettes d'Égypte (parc national Kruger, Afrique du sud)

Cette espèce habite l'Afrique au sud du Sahara ainsi que la vallée du Nil jusqu'à Assouan. Elle est principalement sédentaire et ne s'éloigne que rarement des lacs et rivières. Elle fréquente tous les types de plans d'eau ainsi que les parcs et les zones agricoles.
L'Ouette d'Égypte a été introduite en Angleterre, aux Pays-Bas et en Allemagne où elle est commune aujourd'hui. Des oiseaux issus de ces populations sont de plus en plus souvent observés en France, en Belgique et dans d'autres pays d'Europe.
En France, l'espèce paraît désormais bien établie dans les régions Hauts-de-France (Nord, Pas-de-Calais...), Lorraine et surtout Alsace, d'où elle commence à s'étendre en Franche-Comté (reproduction dans le Territoire de Belfort et dans la Haute-Saône).
En Belgique, cette espèce invasive colonise les lacs bruxellois et y niche depuis les années 1980. Plusieurs centaines de couples y sont sédentaires et sont visibles à l'année.

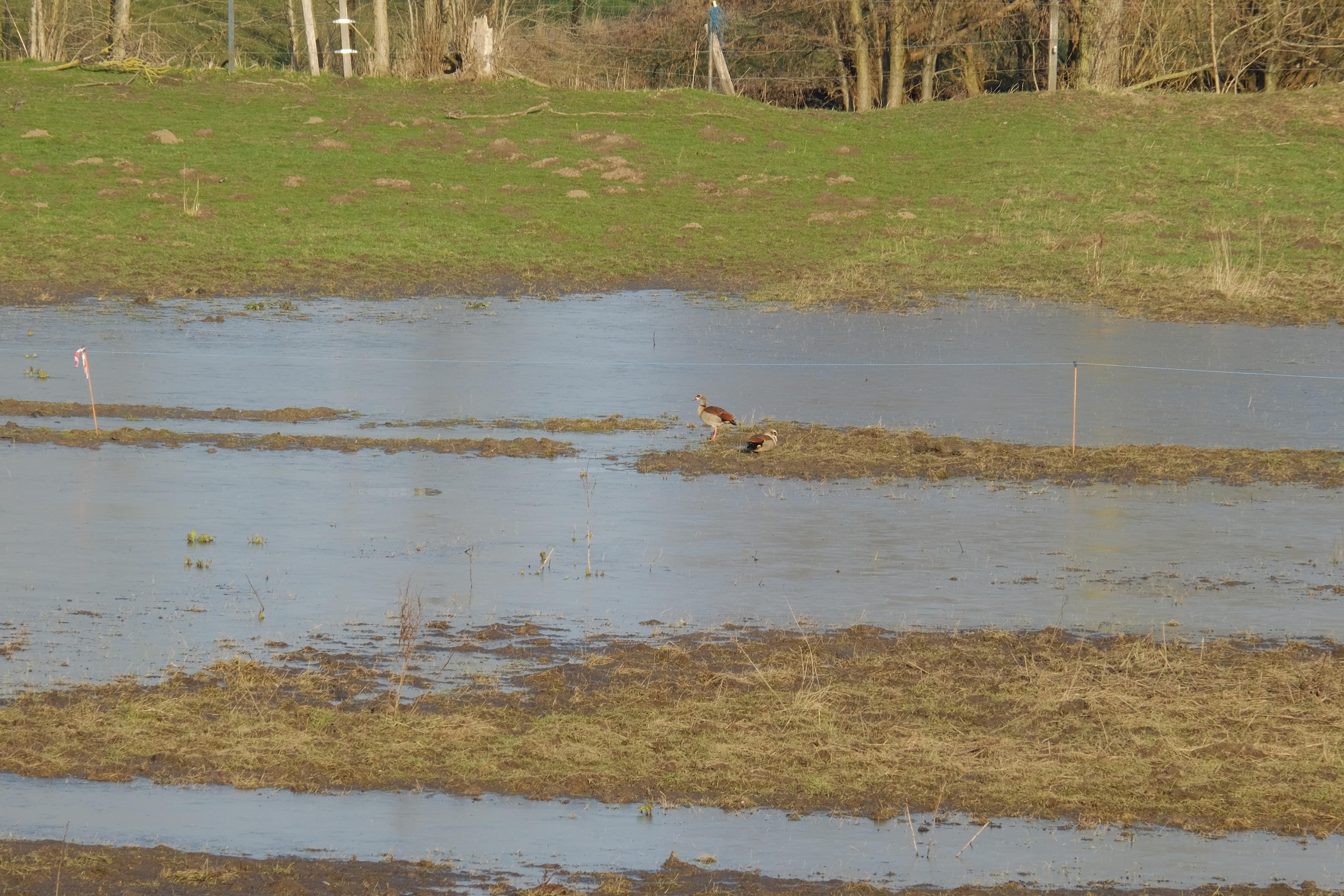
Ouettes d'Égypte (Hainaut, Belgique).

Elle a aussi été introduite en Floride depuis les années 1960, et il a été constaté depuis que ces populations peuvent se reproduire à l'état sauvage.
En Suisse, après plusieurs nidifications dans les années 1980 et 1990, elle niche régulièrement depuis 2003, surtout dans le nord-ouest du pays. Les effectifs augmentent régulièrement et atteignent 10-15 couples en 2015 et 2016.

## Biologie
L'Ouette d'Égypte vit en couples ou en petits groupes. Elle se perche fréquemment sur les arbres et les bâtiments.
Cette espèce se nourrit surtout à terre d'herbes et de graines.
Elle peut vivre jusqu'à 25 ans.

## Reproduction

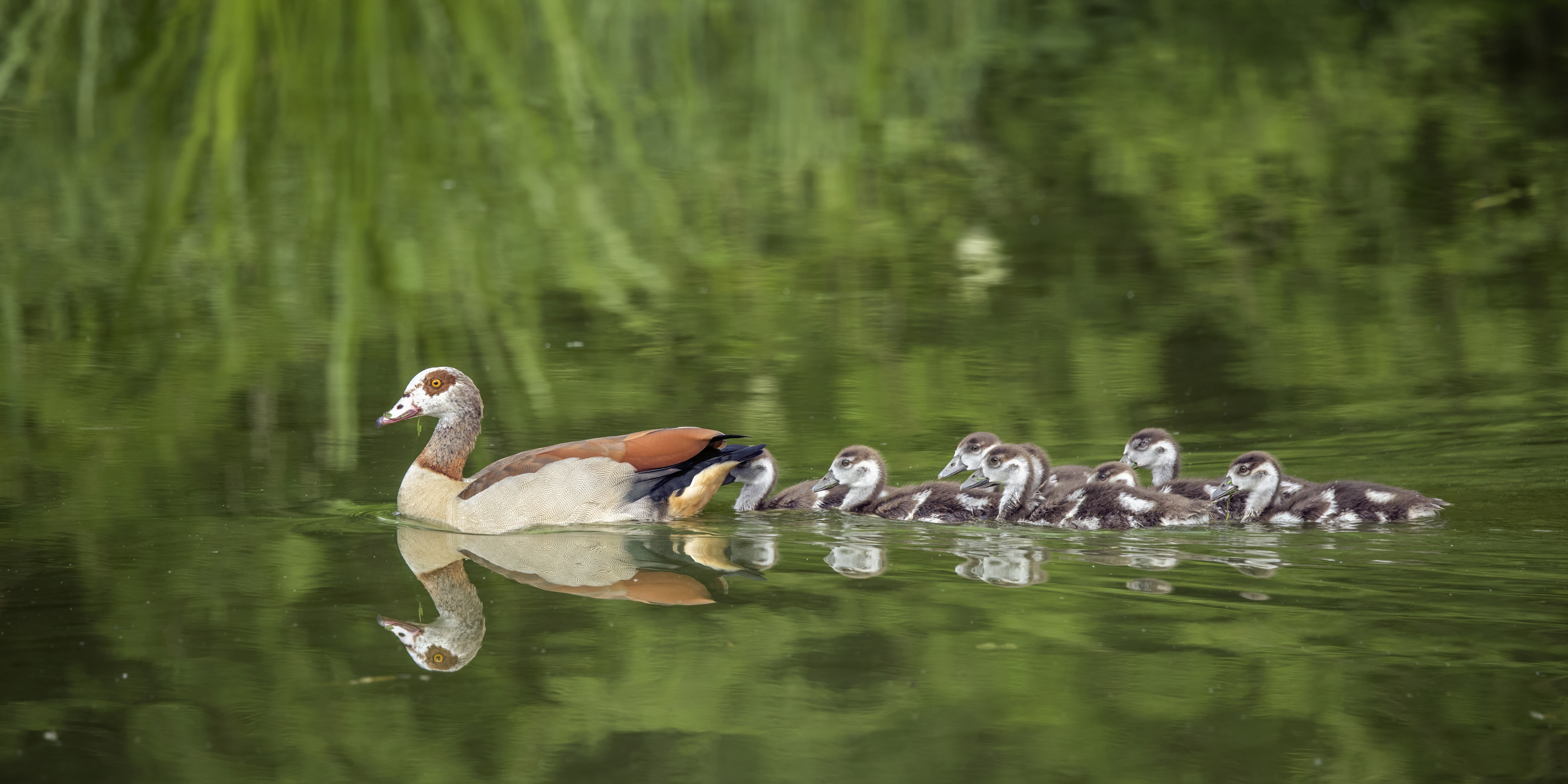
Ouette d'Égypte avec ses oisons.

La reproduction est principalement observée en mars-avril mais elle peut survenir à d'autres périodes de l'année.
En effet, l'espèce est capable de décaler sa période de reproduction en fonction des aléas climatiques, et d'avoir deux nichées par an. Ces facultés contribuent certainement à faciliter son adaptation au climat de l'Europe continentale et notamment à compenser la mortalité due aux rigueurs hivernales. Lorsque les conditions le permettent, des couvées sont observables dès le mois de février.
Le nid est placé sous un buisson ou sur un arbre. La femelle défend sa couvée avec agressivité.
Le mâle et la femelle protègent leur descendance jusqu'à ce qu'elle soit autonome, environ à l'âge de 10 semaines.

## Populations
La population est comprise entre 210 000 et 600 000 individus, l'espèce n'est pas menacée.
En France, entre le milieu des années 1970 et l'an 2000, moins de 50 individus étaient répertoriés. À partir de 2005, la population connaît une croissance exponentielle, et en janvier 2016, des spécimens avaient été observés dans 83 départements, avec un effectif total d'environ 2 000 individus.
Les sous-types blancs et blonds sont considérés comme domestiques.

## Galerie

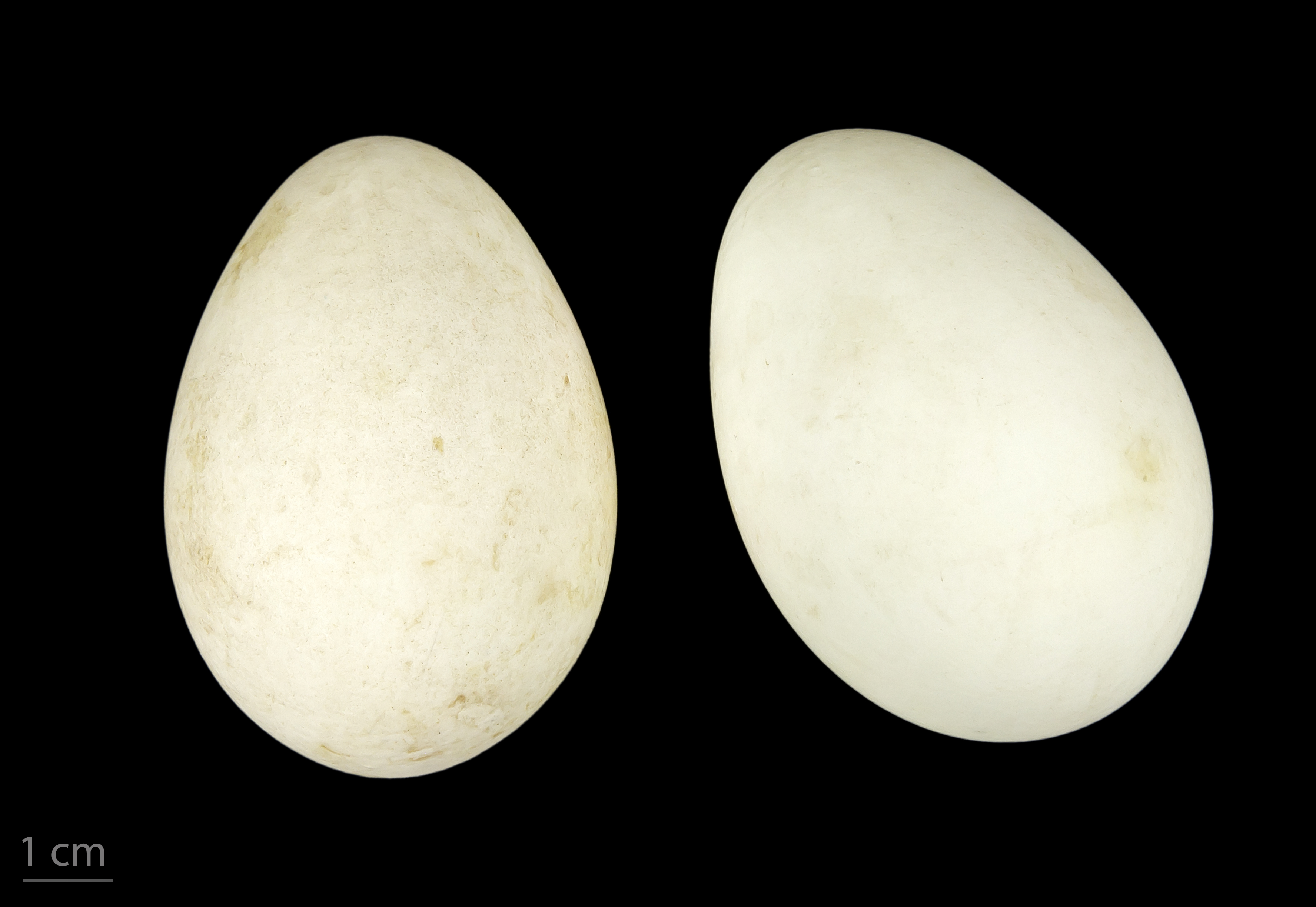
Œufs d'Alopochen aegyptiacus - MHNT.
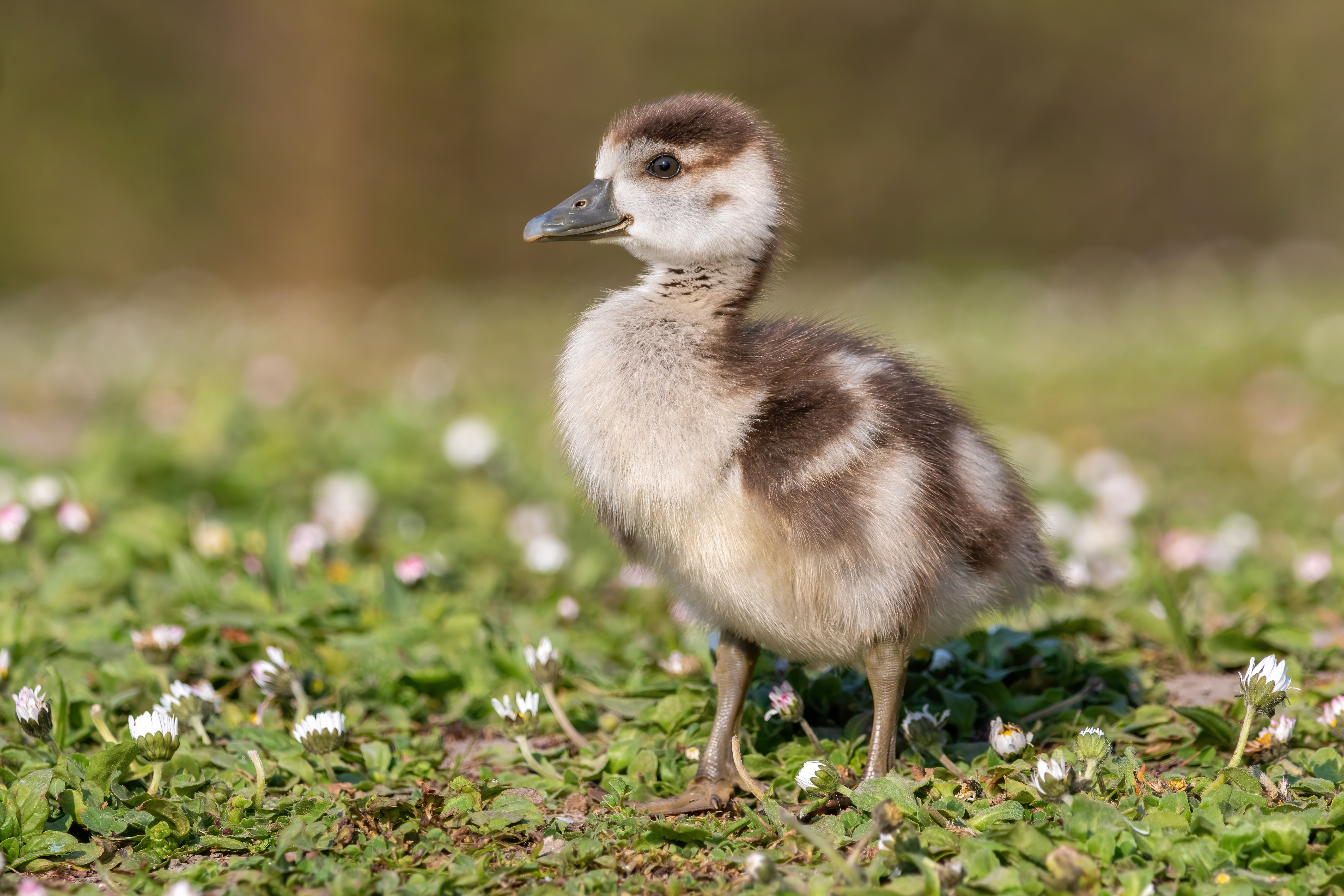
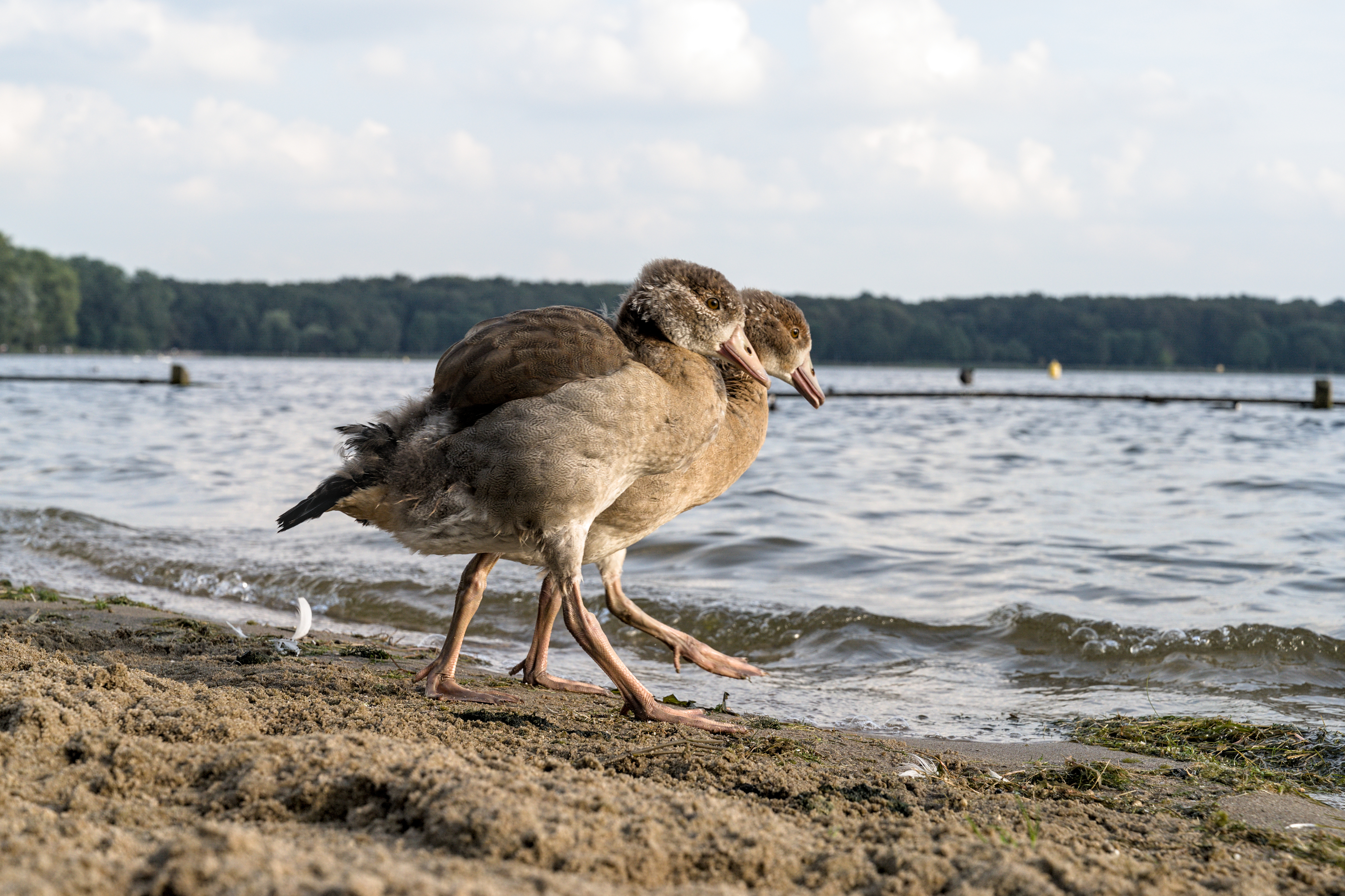
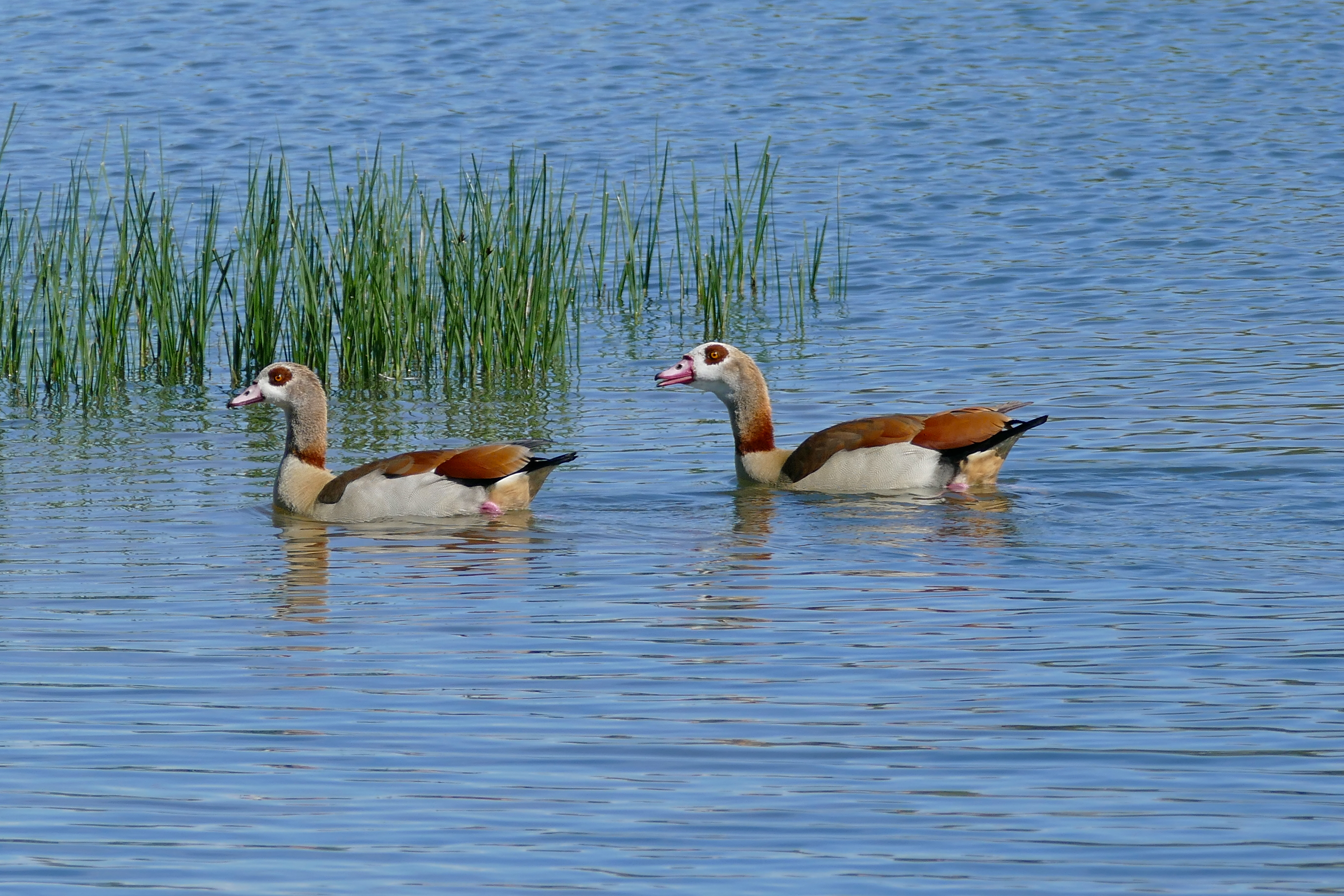
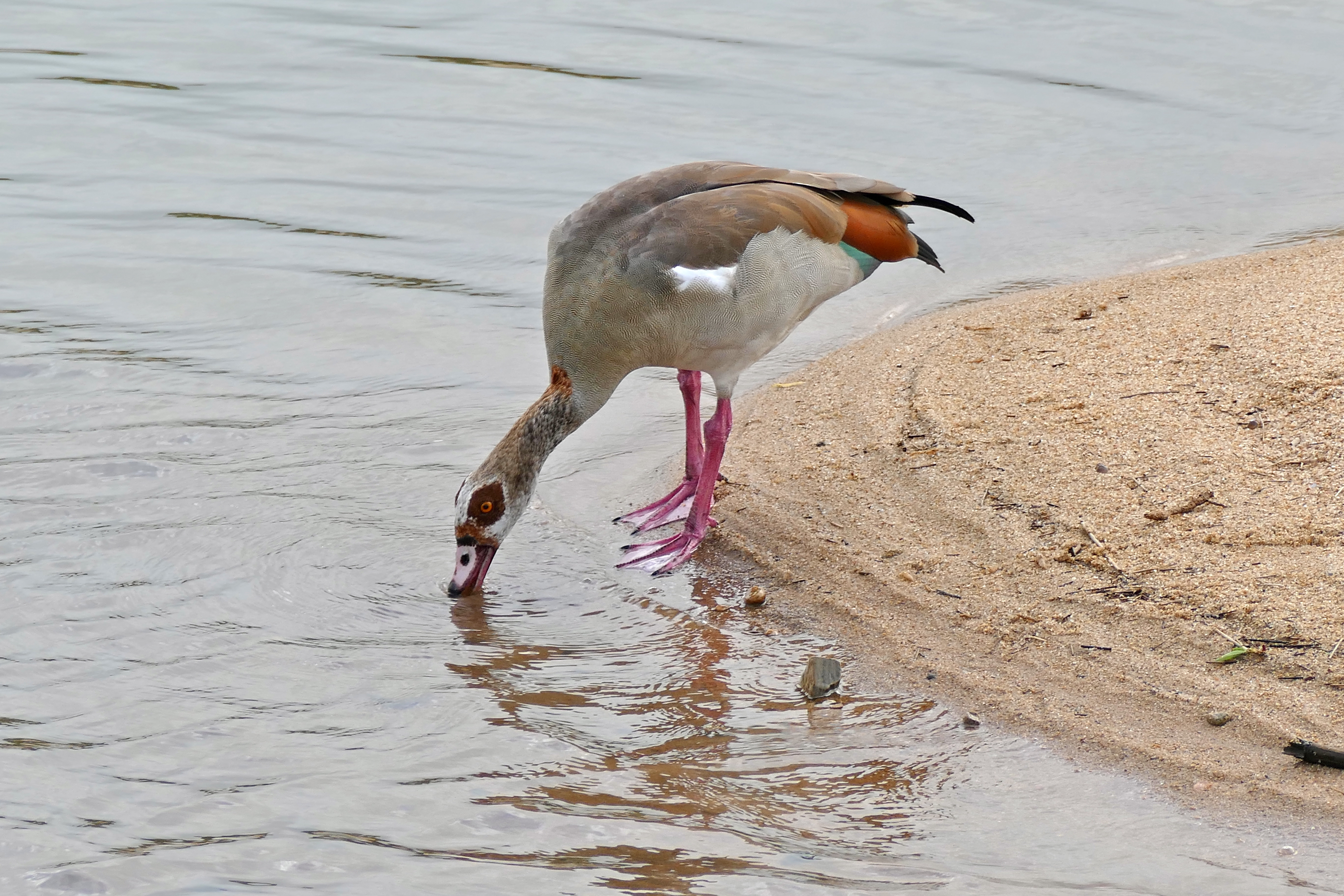
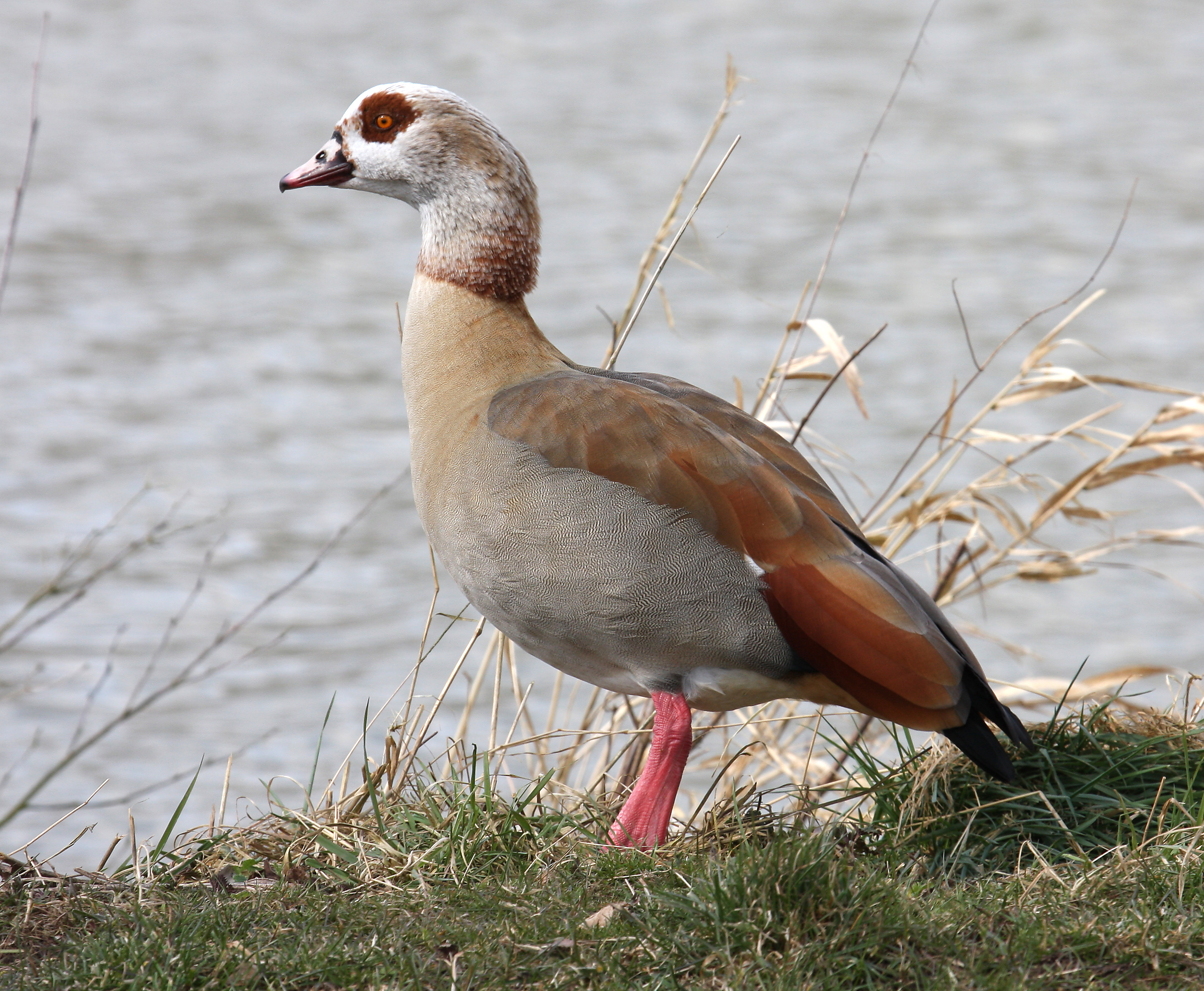
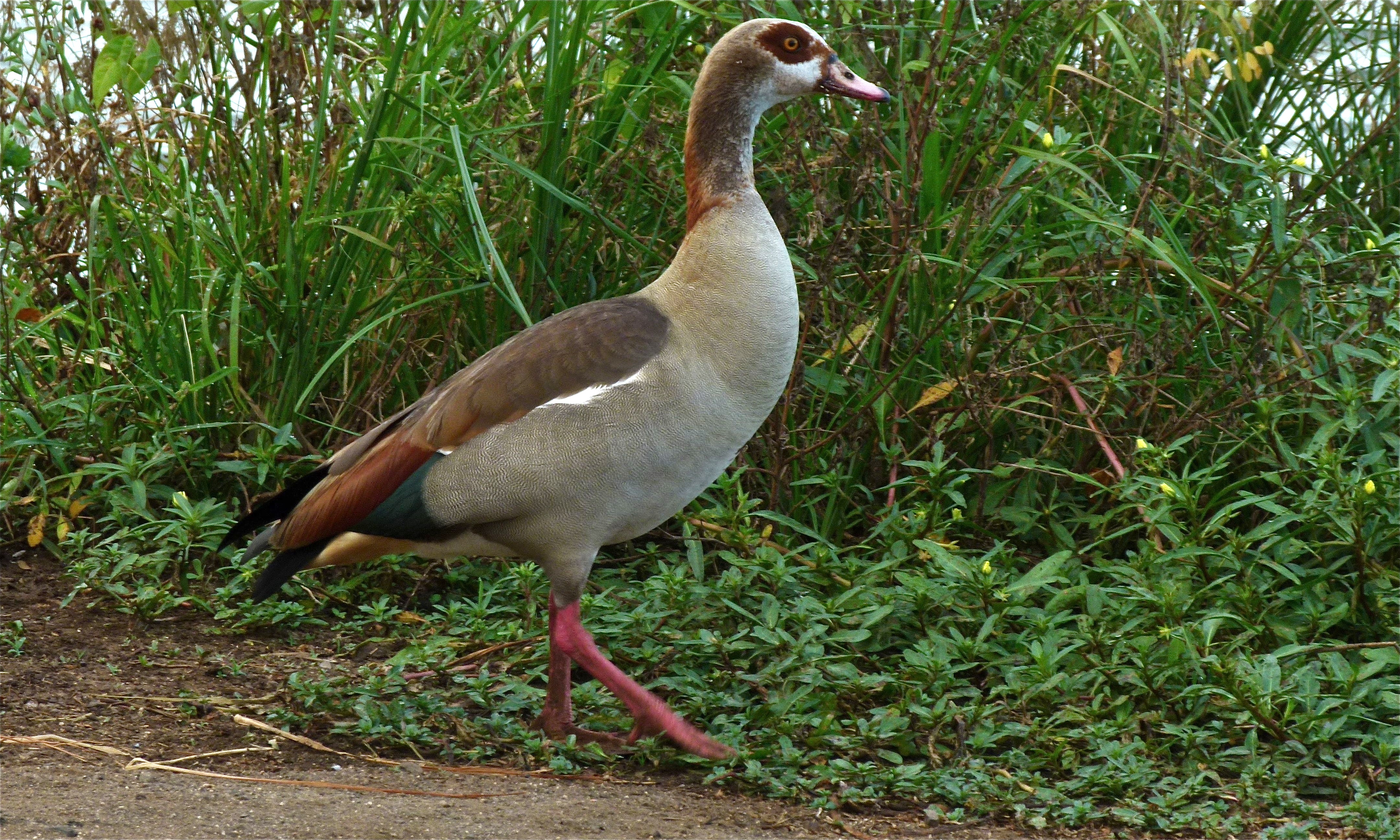
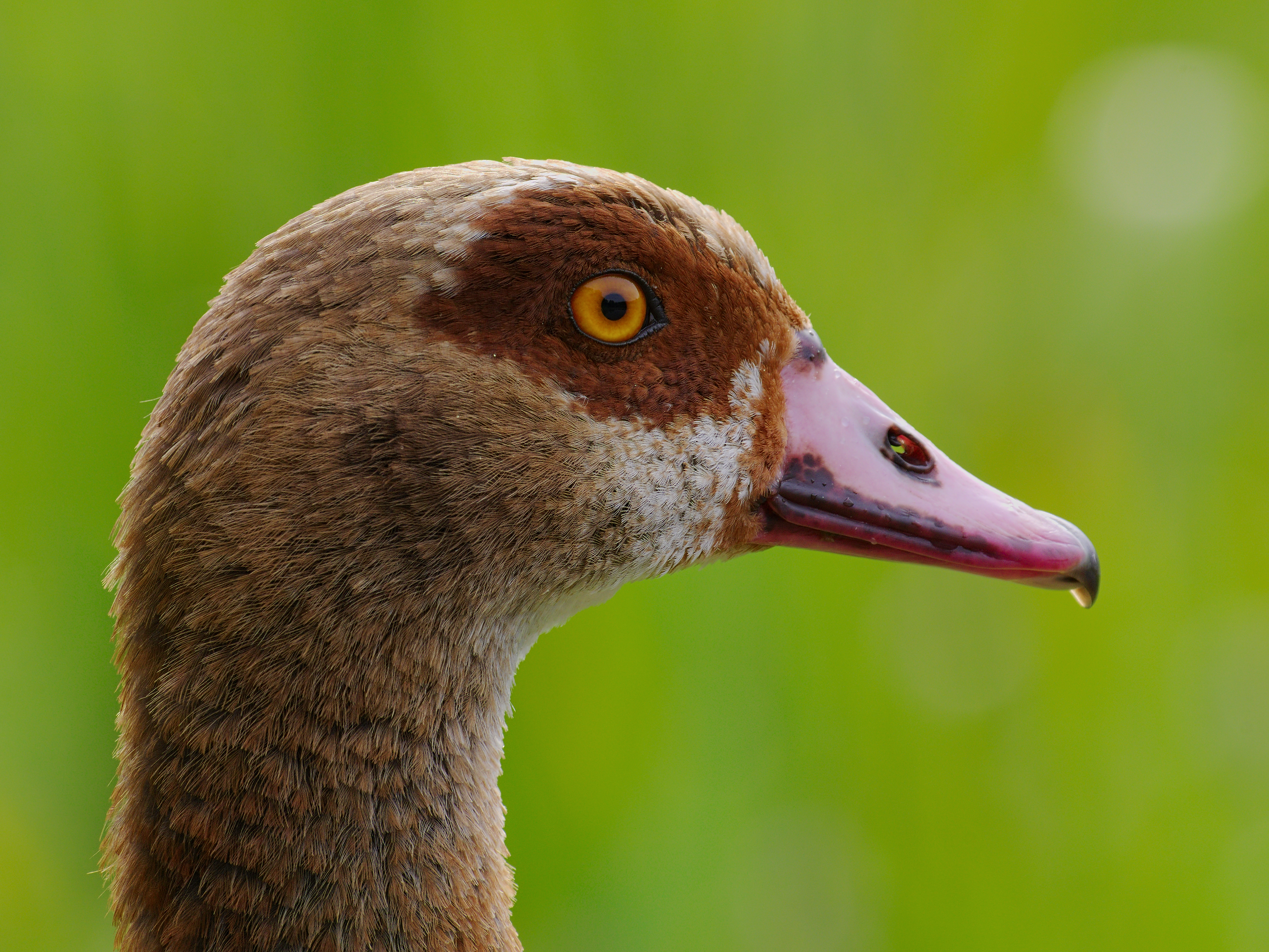